# 소사이어티 게임
《소사이어티 게임》은 tvN의 리얼리티 프로그램이다.

## 방송 시간
| 시즌 | 방송 기간                          | 방송 시간           |
| ---- | ---------------------------------- | ------------------- |
| 1    | 2016년 10월 16일 ~ 2017년 1월 1일  | 일요일 밤 9시 15분  |
| 2    | 2017년 8월 25일 ~ 2017년 11월 10일 | 금요일 밤 11시 30분 |

## 시즌 1 참가자
- 권아솔 (높동 TOP3로 준우승)
- 김희준 (6화 탈락)(블랙리스트)
- 박서현 (9화 탈락)
- 박하엘 (7화 탈락)
- 신재혁 (2화 탈락)
- 양상국 (6화 탈락)
- 양지안 (3화 탈락)
- 엠제이 킴 (높동 TOP3로 준우승)
- 올리버 장 (4화 탈락)
- 윤마초 (11화 탈락)
- 윤태진 (1화 탈락)
- 이병관 (마동 TOP3로 우승)
- 이해성 (12화 탈락)
- 임동환 (7화 탈락)(블랙리스트)
- 정인직 (마동 TOP3로 우승)
- 채지원 (8화 탈락)
- 최설화 (5화 탈락)
- 파로 (높동 TOP3로 준우승)
- 장한별 (10화 탈락)
- 현경렬 (마동 TOP3로 우승)
- 홍사혁 (9화 탈락)(블랙리스트)
- 황인선 (12화 탈락)

## 시즌 2 참가자
- 장동민(높동 TOP3로 우승)
- 줄리엔 강 (높동 TOP3로 우승)
- 김광진 (2회 탈락)
- 이준석 (3회 탈락)
- 이천수 (9회 탈락)
- 조준호 (마동 TOP3 준우승)
- 고우리 (8회 탈락)
- 정인영 (12회 탈락)
- 구새봄 (12회 탈락)
- 유승옥 (11회 탈락)
- 캐스퍼 (1회 탈락)
- 엠제이 킴 (4회 탈락)
- 박광재 (6회 탈락)
- 권민석 (마동 TOP3 준우승)
- 학진 (12회 탈락)
- 유리 (10회탈락)
- 알파고(12회 탈락)
- 김회길 (12회 탈락)
- 박현석(높동 TOP3로 우승)
- 손태호 (마동 TOP3 준우승)
- 김하늘 (5회 탈락)
- 정은아 (7회 탈락)